# Олоріс
Олоріс (ісп. Olóriz) — муніципалітет в Іспанії, у складі автономної спільноти Наварра. Населення — 174 особи (2009).
Муніципалітет розташований на відстані близько 300 км на північний схід від Мадрида, 20 км на південь від Памплони.
На території муніципалітету розташовані такі населені пункти: (дані про населення за 2009 рік)
- Баріайн: 2 особи
- Ечагуе: 22 особи
- Мендівіль: 44 особи
- Олоріс: 47 осіб
- Орісін: 17 осіб
- Ерістайн: 7 осіб
- Сольчага: 35 осіб

## Демографія
Динаміка населення (INE ):

## Галерея зображень

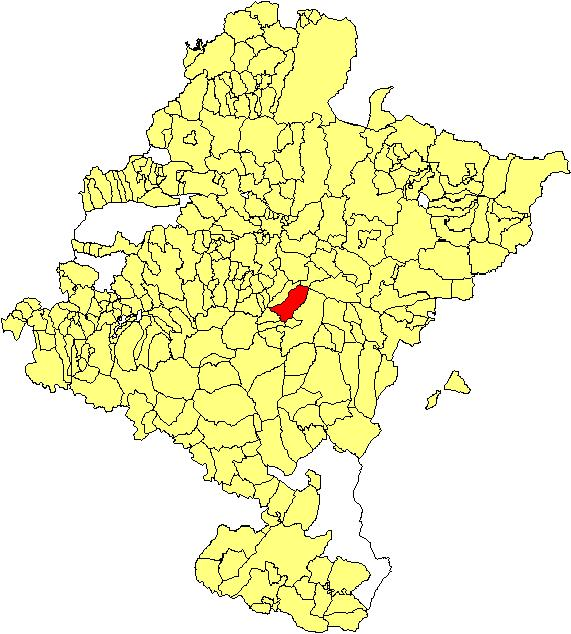
Розташування муніципалітету
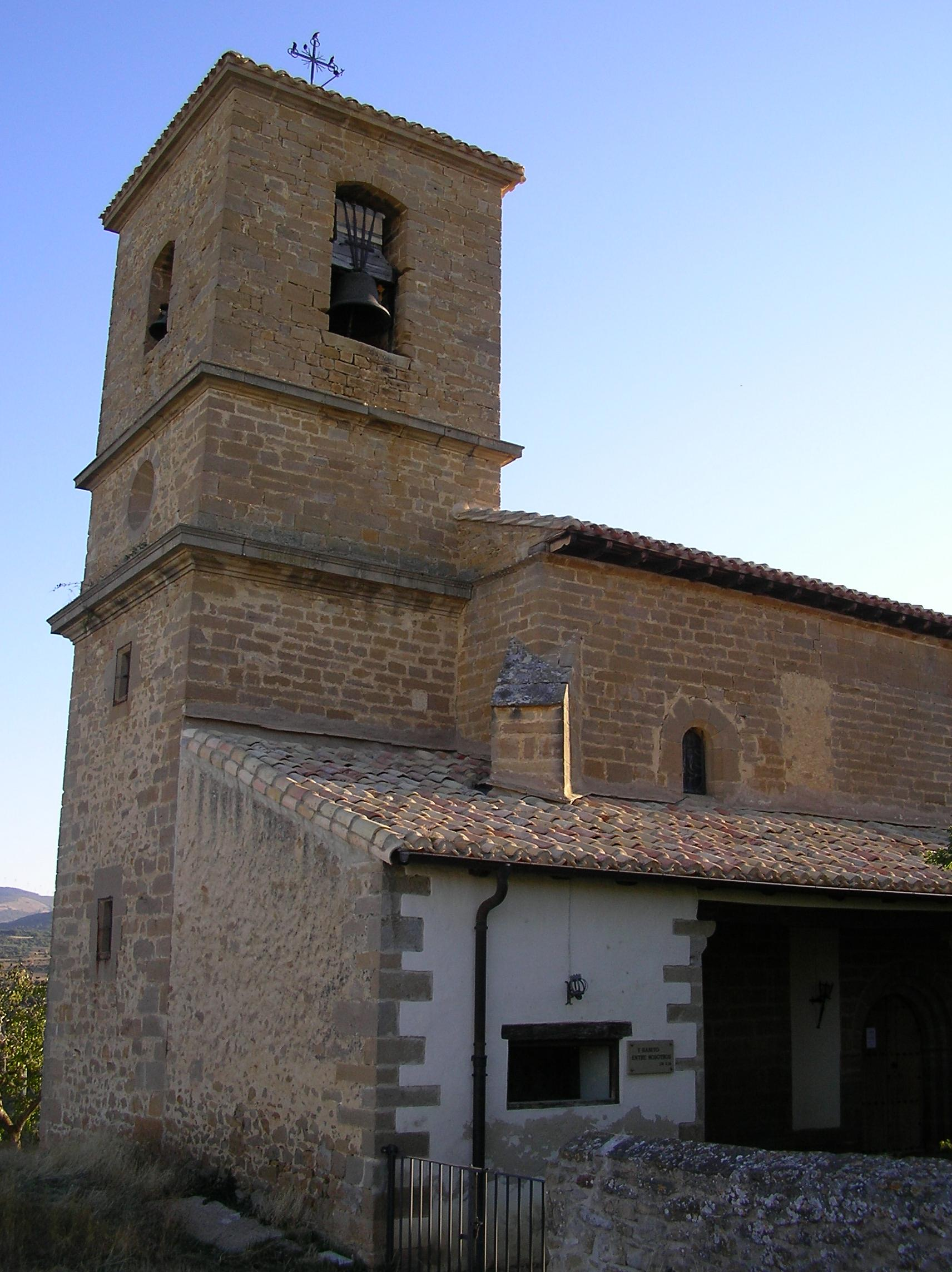
Церква у Сольчазі